# Stazione di Cossato
La stazione di Cossato è una stazione ferroviaria della linea Biella-Novara al servizio dell'omonimo comune.

## Storia

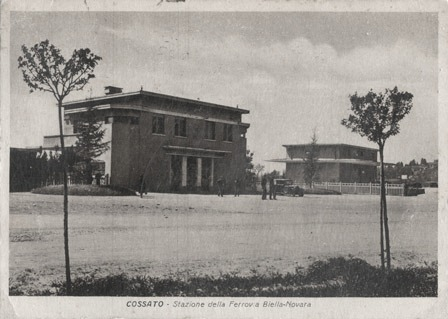
La stazione in una cartolina d'epoca

La stazione fu inaugurata assieme al resto della linea il 18 maggio 1939, diventando tuttavia operativa solo dal 20 luglio 1940 a causa della necessità di completare alcuni impianti e dell'assenza del materiale rotabile.
Il 21 gennaio 1961, in anticipo rispetto alla naturale scadenza della concessione alla Società Ferrovia Biella Novara (SFBN) che aveva fino ad allora esercito la linea, la stessa venne incorporata nella rete statale e l'esercizio degli impianti fu assunto dalle Ferrovie dello Stato.
Il programma di profondo rinnovamento avviato nel 1991, che richiese la chiusura della linea per molti mesi, comportò per Cossato l'installazione di Apparati Centrali Elettrici a pulsanti d'Itinerario. La riapertura all'esercizio avvenne il 19 giugno dell'anno successivo.
Dal 2000 la gestione dell'intera linea, e con essa quella della stazione di Cossato, passò in carico a Rete Ferroviaria Italiana la quale ai fini commerciali classifica l'impianto nella categoria "Bronze".

## Strutture e impianti

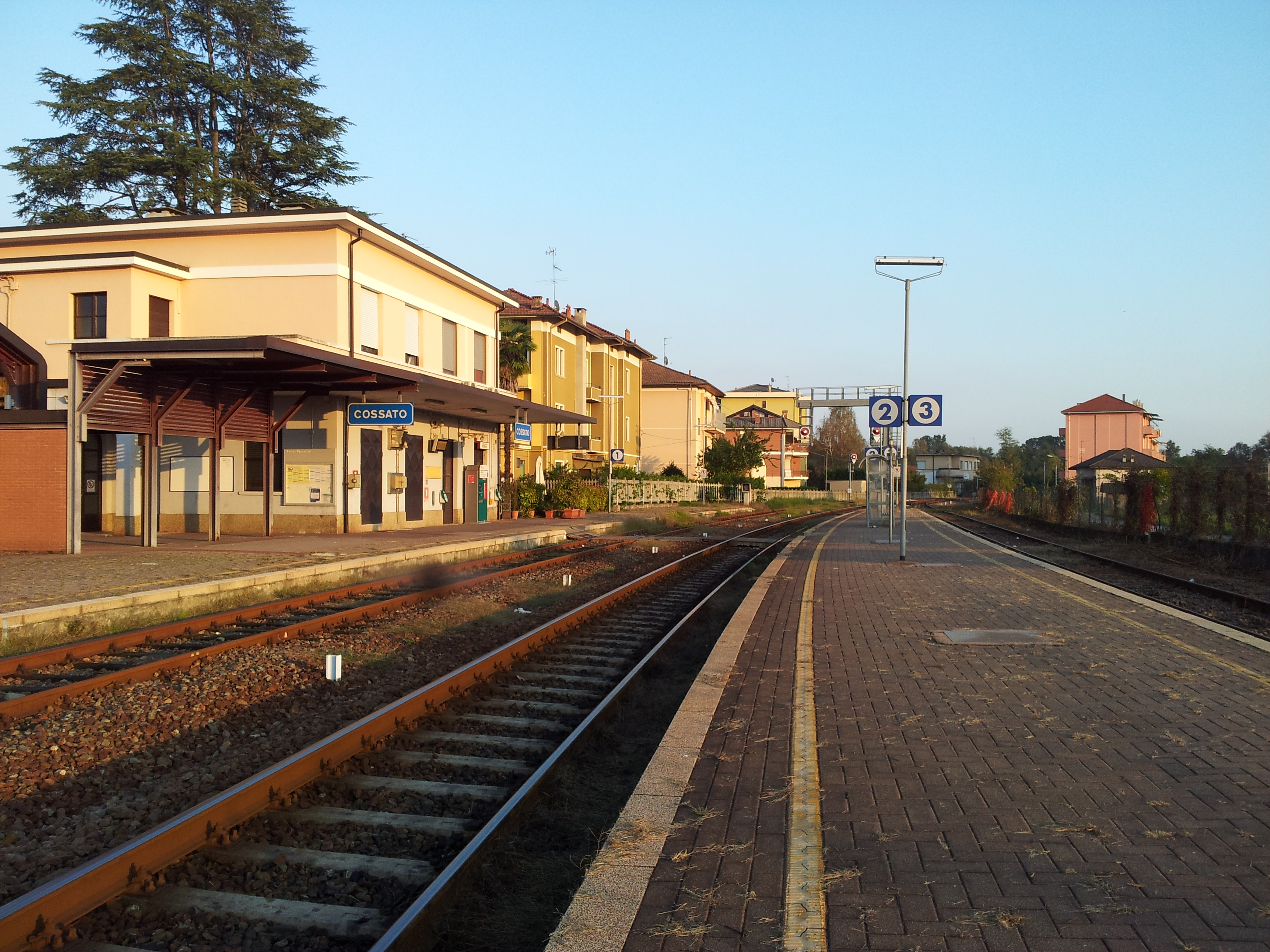
Stazione lato binari

La stazione è dotata di 3 binari passanti, di cui il secondo di corretto tracciato su cui viene svolto la maggior parte del traffico. L'impianto è telecomandato con il sistema punto-punto dal Dirigente Movimento di Rovasenda.
È inoltre presente un binario tronco per lo scalo merci, raccordato al binario 1, in direzione Biella.
Il fabbricato viaggiatori, in stile Razionalista, è a 2 piani. Entrambi sono accessibili al pubblico, che dispongono di bar, biglietteria e sala giochi. Accanto ad esso è presente una struttura sviluppata su un solo piano, con la fiancata in vetro, in cui una parte è situata la sala d'attesa e l'altra è allestita dall'Autoscuola Movicentro.

## Movimento
La stazione è servita da treni regionali di Trenitalia nell'ambito del contratto di servizio stipulato con la Regione Piemonte.
Fino al 14 dicembre 2013, la stazione era servita da collegamenti diretti verso le località di Milano Porta Garibaldi (nei giorni feriali), Pavia (corsa di andata domenica sera e ritorno venerdì pomeriggio) e dai regionali veloci per Albenga (noti anche come treni del mare, effettuati nei giorni festivi del periodo estivo). Dal 14 giugno 2015 sono stati soppressi anche i collegamenti con la stazione di Santhià.

## Servizi
La stazione, che RFI classifica nella categoria "Bronze" e il cui fabbricato viaggiatori è affidato al comune di Cossato, è dotata di pannelli informativi audio e video per le partenze dei treni ed un impianto di videosorveglianza. Essa dispone di:
- Biglietteria automatica
- Sala d'attesa
- Servizi igienici
- Bar

## Interscambi
La stazione è servita dagli autoservizi ATAP.
- Fermata autobus